# Furnas
Furnas je civilna župnija v občini Povoação na otoku  São Miguel v portugalskih Azorih. Leta 2011 je bilo 1439 prebivalcev, na površini 34,43 km². Župnija je ena največjih na otoku in na Azorih. Leži vzhodno od Lagoe in Ponta Delgade, zahodno od Povoação in jugovzhodno od Ribeire Grande.

## Zgodovina
Ena od prvih novic iz Furnasa govori o popravilu številnih hiš po uničenju v potresu 22. oktobra 1522 in zemeljskih plazovih v Vila Franca do Campo. Kapitan Rui Gonçalves je dal podreti tudi več dreves, da bi obnovili župnijsko cerkev. Leta 1553 je kapitan D. Manuel da Câmara izdal ukaz o pogozdovanju po tem, ko je bilo območje skoraj izkrčeno; njegov sin Rui Gonçalves je območje razvil še naprej in razširil poti, ki so omogočale pašništvo po letu 1577.
V času vladanja Don Manuela da Camare, guvernerja otoka São Miguel, je bila leta 1613 zgrajena kapela v čast Gospe tolažnice in majhnega bivališča za župnika, ki je bil odgovoren za maševanje in za dnevni prižig svetilke v zakristiji. Leta 1615 so nastale prve hiše in v bližini kapelice je bil zgrajen majhen samostan. 1630 je bil zadnji vulkanski izbruh v kraterju Furnas s 195 smrtnimi žrtvami. Po tem je bilo območje zapuščeno, dokler se v dolino niso vrnili novi naseljenci (večinoma iz Ponta Garce, Povoação, Vila Franca do Campo in Maia), ko je dežela spet postala plodna. Nove ceste so bile zgrajene leta 1682/1683 po nalogu barona Larangeirasa.
Leta 1832 je neznani angleški naseljenec kupil velik del zemljišča za gradnjo hiše ob jezeru Lagoa das Furnas, vendar ga je leta 1855 prodal generalnemu konzulu v Ponta Delgadi, imenovanem Viñas. Gospod Viñas je zgradil poletno hišo z vrtom.

## Lega in prebivalstvo
Furnas ima površino 34,4 km² in 1445 prebivalcev (od 30. junija 2011). Gostota prebivalstva je 41,97 prebivalcev/km². Vas je na začetku vzhodne tretjine otoka Sao Miguel v obsežni kalderi, obdani z vseh strani z do 760 m visokim pobočjem kraterja.

## Geografija
Furnas leži na približno 270 metrov nadmorske višine, v dolini Vale das Furnas, ki je vulkanskega izvora, meri 6 km v dolžino in 5 km v širino in je bolj depresija kot dolina. Dolina ima svojo mikroklimo, vlažnost in povprečno temperaturo, ki je nad povprečjem otoka São Miguel, tako da vegetacija vključuje različne vrste, kot so cedre in araukarije, ki sicer ne bi uspevale v tej zemljepisni širini. V dolini je 23 toplih vročih mineralnih vrelcev in kalder, imenovanih fumarole z do 98 stopinjami temperature vode. Dejavnosti vulkana so večinoma v tako imenovanih Caldeiras, mestih kjer izhaja para in vrela voda. So glavna vidna atrakcija Furnasa. Njihova nepitna žveplova voda se ne uporablja samo za kuhanje hrane, temveč se uporablja tudi za pripravo čaja.
Jezero Lagoa das Furnas veliko 176 ha, ki je na najnižji točki doline, je znano po številnih fumarolah in solfatarah ob svojem robu.

## Gospodarstvo
Glavni viri dohodka so kmetijstvo in turizem. Botanični vrt Terra Nostra s termalnim bazenom se nahaja za istoimenskim hotelom in velja za pomembno turistično atrakcijo. Drugi termalni bazeni so razporejeni v vasi in jih upravljajo zasebniki.

## Običaji
Med značilnimi gastronomskimi ponudbami v Furnasu je Cozido à portuguesa, sestavljena predvsem iz zelenjave, mesa, klobas in riža ali krompirja. Tradicionalna metoda priprave je, da se lonec postavi v jamo, kjer se jed skuha z vulkansko toploto. Druga posebnost doline je Bolo Lêvedo, vrsta kruha iz mleka, jajc, sladkorja in pšenične moke.
- Pogled na vas
- Cerkev v Furnasu
- Kaldera
- Postavljanje lonca v „štedilnik“
- Jezero Furnas
- Park Terra-Nostra
- Park Terra-Nostra